# シリオ (路面電車車両)
シリオ（Sirio）は、イタリアのアンサルドブレーダが開発し、2020年現在は日立レールが展開する路面電車車両。車内全体の床上高さを低くした超低床電車で、愛称の「シリオ」はイタリア語で「シリウス」という意味である。この項目では、中国の鉄道車両メーカーである中国中車大連機車車輛有限公司がライセンス契約に基づき展開する同型車両についても解説する。

## 概要

### 構造
客室の床上高さが350 mmに統一された、車内に段差がない100 %低床構造の路面電車車両で、台車があり全長が短い車体が台車が存在しない車体（フローティング車体）を挟む形の連接編成が組まれる。開発においては強度の確保を始めとした事故の際の安全性が重視され、運転台は視認性や安全性を考慮して床上高さ850 mmと高い場所に設置されている。車体のデザインはイタリアのカロッツェリアであるピニンファリーナが手掛けており、楕円の形状を持つ前面や流線形の先頭部を基本とするが、ヨーテボリ（ヨーテボリ市電）向け車両を始め異なるデザインを採用した事例も存在する。また、車体設計にはモジュール構造が用いられており、全長や車幅、運転台の数（片運転台、両運転台）など顧客の需要に応じた様々な設計変更にも対応している。
台車は車軸がない独立車輪式台車が用いられ、主電動機（誘導電動機）は側梁の外側にゴム製のショックアブソーバーを介する形で設置されている。主要な電気機器は屋根上に存在し、モジュール構造を取り入れる事で機器の交換が容易となっている。
2021年2月、フィレンツェ・トラムでこの車両を用いた蓄電池駆動での試運転に成功した。

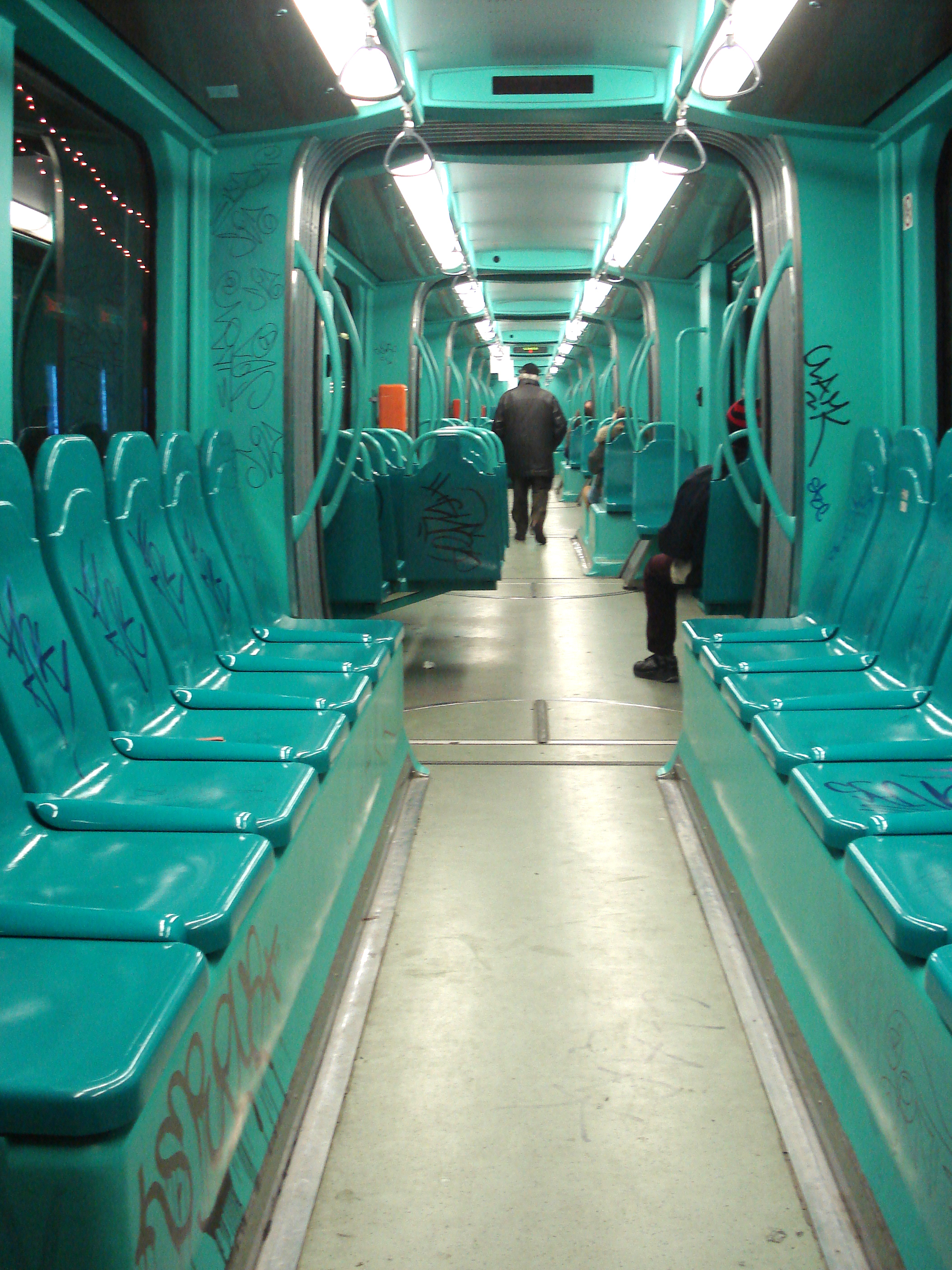
車内（イタリア：ミラノ）

### 主要諸元
| シリオ 主要諸元 | シリオ 主要諸元 | シリオ 主要諸元    | シリオ 主要諸元    | シリオ 主要諸元          | シリオ 主要諸元    | シリオ 主要諸元          | シリオ 主要諸元                 | シリオ 主要諸元                 | シリオ 主要諸元          |
| --------------- | --------------- | ------------------ | ------------------ | ------------------------ | ------------------ | ------------------------ | ------------------------------- | ------------------------------- | ------------------------ |
| 都市            | 都市            | アテネ             | ベルガモ           | フィレンツェ             | ヨーテボリ         | カイセリ                 | ミラノ                          | ミラノ                          | ナポリ                   |
| 編成            | 編成            | 5車体連接車        | 5車体連接車        | 5車体連接車              | 5車体連接車        | 5車体連接車              | 7車体連接車                     | 5車体連接車                     | 3車体連接車              |
| 運転台          | 運転台          | 両運転台           | 両運転台           | 両運転台                 | 片運転台           | 両運転台                 | 片運転台                        | 片運転台                        | 両運転台                 |
| 軸配置          | 軸配置          | Bo′+2′+Bo′         | Bo′+2′+Bo′         | Bo′+2′+Bo′               | Bo′+2′+Bo′         | Bo′+2′+Bo′               | Bo′+2′+2′+Bo′                   | Bo′+2′+Bo′                      | Bo′+2′                   |
| 軌間            | 軌間            | 1,435mm            | 1,435mm            | 1,435mm                  | 1,435mm            | 1,435mm                  | 1,445mm                         | 1,445mm                         | 1,435mm                  |
| 電圧            | 電圧            | 直流750V           | 直流750V           | 直流750V                 | 直流750V           | 直流750V                 | 直流600V                        | 直流600V                        | 直流750V                 |
| 出力            | 出力            | 424kw              | 424kw              | 424kw                    | 424kw              | 424kw                    | 424kw                           | 424kw                           | 212kw                    |
| 速度            | 速度            | 70km/h             | 70km/h             | 70km/h                   | 80km/h             | 75km/h                   | 70km/h                          | 70km/h                          | 70km/h                   |
| 常用加速度      | 常用加速度      | 1.10m/s2           | 1.10m/s2           | 1.35m/s2                 | 1.00m/s2           | 1.16m/s2                 | 1.00m/s2                        | 1.00m/s2                        | 1.00m/s2                 |
| 常用減速度      | 常用減速度      | 1.20m/s2           | 1.20m/s2           | 1.20m/s2                 | 1.60m/s2           | 1.50m/s2                 | 1.10m/s2                        | 1.10m/s2                        | 1.40m/s2                 |
| 非常減速度      | 非常減速度      | 1.98m/s2           | 2.80m/s2           | 2.40m/s2                 | 2.73m/s2           | 2.80m/s2                 | 1.90m/s2                        | 1.90m/s2                        | 2.20m/s2                 |
| 最小通過半径    | 最小通過半径    | 18m                | 14m                | 40m                      | 17m                | 25m                      | 18m                             | 18m                             | 14m                      |
| 重量            | 空車重量        | ？                 | ？                 | ？                       | 37.5t              | ？                       | 42.1t                           | 32.5t                           | 21.6t                    |
| 重量            | 最大重量        | 41.0t              | 40.0t              | 41.0t                    | 40.9t              | 42.0t                    | ？                              | 41.3t                           | 25.6t                    |
| 全長            | 全長            | 31,900mm           | 32,060mm           | 31,900mm                 | 23,950mm           | 32,350mm                 | 35,300mm                        | 25,000mm                        | 19,300mm                 |
| 全幅            | 全幅            | 2,400mm            | 2,400mm            | 2,400mm                  | 2,650mm            | 2,650mm                  | 2,400mm                         | 2,400mm                         | 2,300mm                  |
| 全高            | 全高            | 3,300mm            | 3,300mm            | 3,300mm                  | 3,300mm            | 3,300mm                  | 3,300mm                         | 3,300mm                         | 3,300mm                  |
| 固定軸距        | 固定軸距        | 1,700mm            | 1,700mm            | 1,700mm                  | 1,700mm            | 1,700mm                  | 1,700mm                         | 1,700mm                         | 1,700mm                  |
| 床上高さ        | 床上高さ        | 350mm              | 350mm              | 350mm                    | 350mm              | 350mm                    | 350mm                           | 350mm                           | 350mm                    |
| 定員            | 着席            | 54人               | 62人               | 50人                     | 83人               | 64人                     | 146人                           | 63人                            | 31人                     |
| 定員            | 立席            | 215人              | 177人              | 222人                    | 96人               | 206人                    | 163人                           | 153人                           | 124人                    |
| 定員            | 合計            | 269人              | 239人              | 272人                    | 179人              | 270人                    | 309人                           | 198人                           | 155人                    |
| 備考            | 備考            | 1. 2. 3.           | 1. 2. 3.           | 1. 2. 3.                 | 1. 2. 3.           | 1. 2. 3.                 | 1. 2. 3.                        | 1. 2. 3.                        | 1. 2. 3.                 |
| 参考            | 参考            | [ 6 ] [ 7 ] [ 15 ] | [ 6 ] [ 7 ] [ 16 ] | [ 5 ] [ 6 ] [ 7 ] [ 17 ] | [ 6 ] [ 7 ] [ 10 ] | [ 5 ] [ 6 ] [ 7 ] [ 18 ] | [ 5 ] [ 6 ] [ 7 ] [ 19 ] [ 20 ] | [ 5 ] [ 6 ] [ 7 ] [ 19 ] [ 20 ] | [ 5 ] [ 6 ] [ 7 ] [ 21 ] |

## 運用
開発は1997年から始まり、2000年に試作車（3車体連接車）が製造されミラノ市電で試運転が行われた後、2002年からイタリアを始めとした世界各国への導入が行われた。下記の都市以外にも2010年にハンガリーのミシュコルツ（ミシュコルツ市電）向け車両の受注を獲得したが、後に公共調達仲裁委員会によってキャンセルされた。
| シリオ 導入都市一覧 | シリオ 導入都市一覧                    | シリオ 導入都市一覧 | シリオ 導入都市一覧 | シリオ 導入都市一覧 | シリオ 導入都市一覧 | シリオ 導入都市一覧                                                       |
| 国                  | 都市                                   | 編成                | 運転台              | 両数                | 軌間                | 備考・参考                                                                |
| ------------------- | -------------------------------------- | ------------------- | ------------------- | ------------------- | ------------------- | ------------------------------------------------------------------------- |
| イタリア            | ベルガモ (ベルガモ-アルビーノ・トラム) | 5車体連接車         | 両運転台            | 14両                | 1,435mm             | [ 6 ] [ 7 ] [ 16 ]                                                        |
| イタリア            | フィレンツェ (フィレンツェ・トラム)    | 5車体連接車         | 両運転台            | 46両                | 1,445mm             | [ 6 ] [ 27 ]                                                              |
| イタリア            | ミラノ (ミラノ市電)                    | 7車体連接車         | 片運転台            | 48両                | 1,445mm             | 詳細は「ミラノ市電7100形電車」を参照                                      |
| イタリア            | ミラノ (ミラノ市電)                    | 5車体連接車         | 片運転台            | 68両                | 1,445mm             | 詳細は「ミラノ市電7500形・7600形電車」を参照 通称「シリエット(Sirietto)」 |
| イタリア            | ナポリ (ナポリ市電)                    | 3車体連接車         | 両運転台            | 22両                | 1,435mm             | [ 6 ]                                                                     |
| イタリア            | サッサリ (メトロサッサリ)              | 5車体連接車         | 両運転台            | 4両                 | 950mm               | [ 6 ]                                                                     |
| スウェーデン        | ヨーテボリ (ヨーテボリ市電)            | 5車体連接車         | 片運転台            | 65両                | 1,435mm             | [ 6 ] [ 28 ]                                                              |
| ギリシャ            | アテネ (アテネ・トラム)                | 5車体連接車         | 両運転台            | 35両                | 1,435mm             | [ 6 ]                                                                     |
| トルコ              | カイセリ (カイセライ)                  | 5車体連接車         | 両運転台            | 38両                | 1,435mm             | [ 6 ] [ 29 ]                                                              |
| トルコ              | サムスン (サムスン・ライトレール)      | 5車体連接車         | 両運転台            | 16両                | 1,435mm             | [ 30 ]                                                                    |

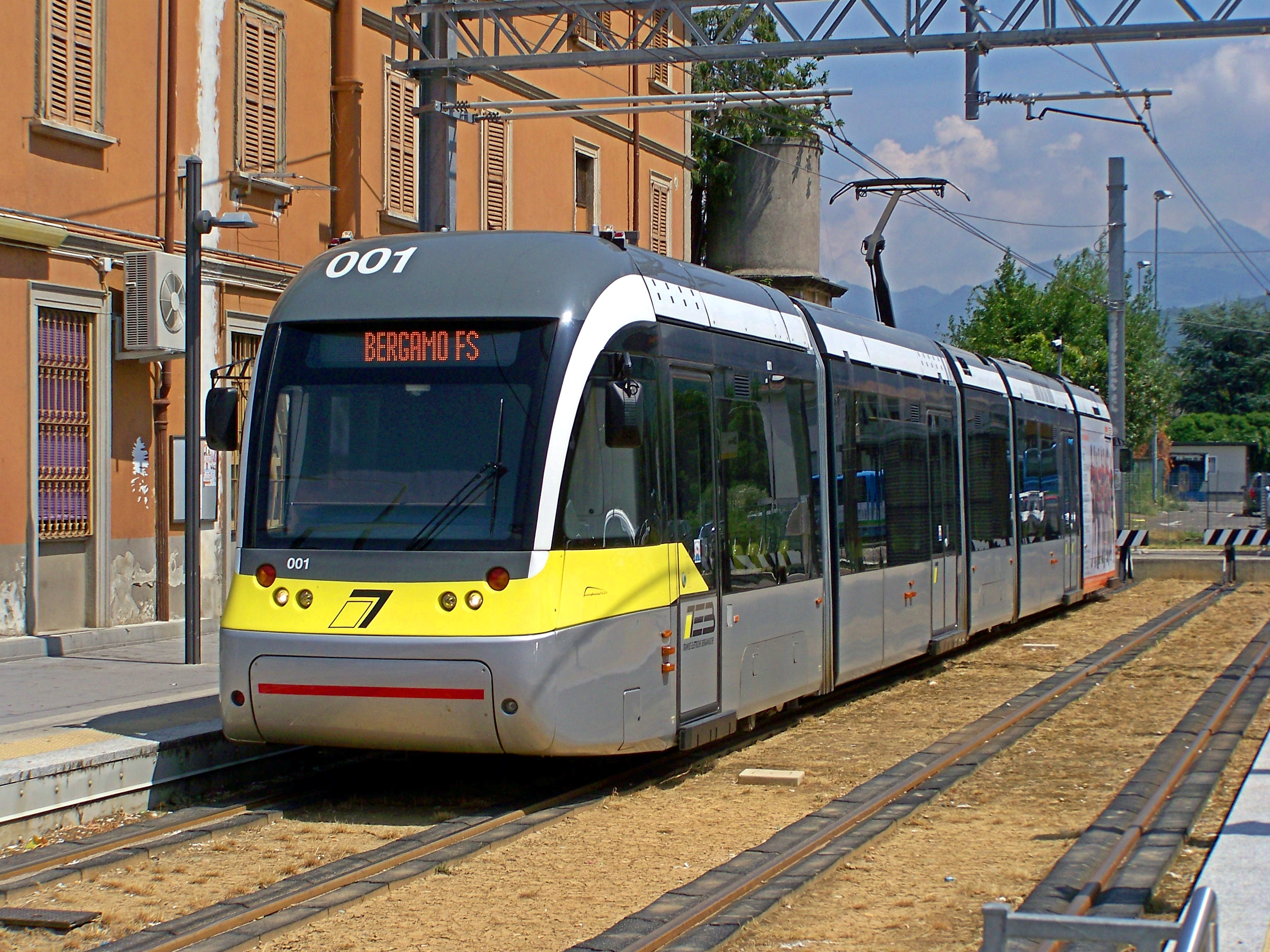
イタリア：ベルガモ
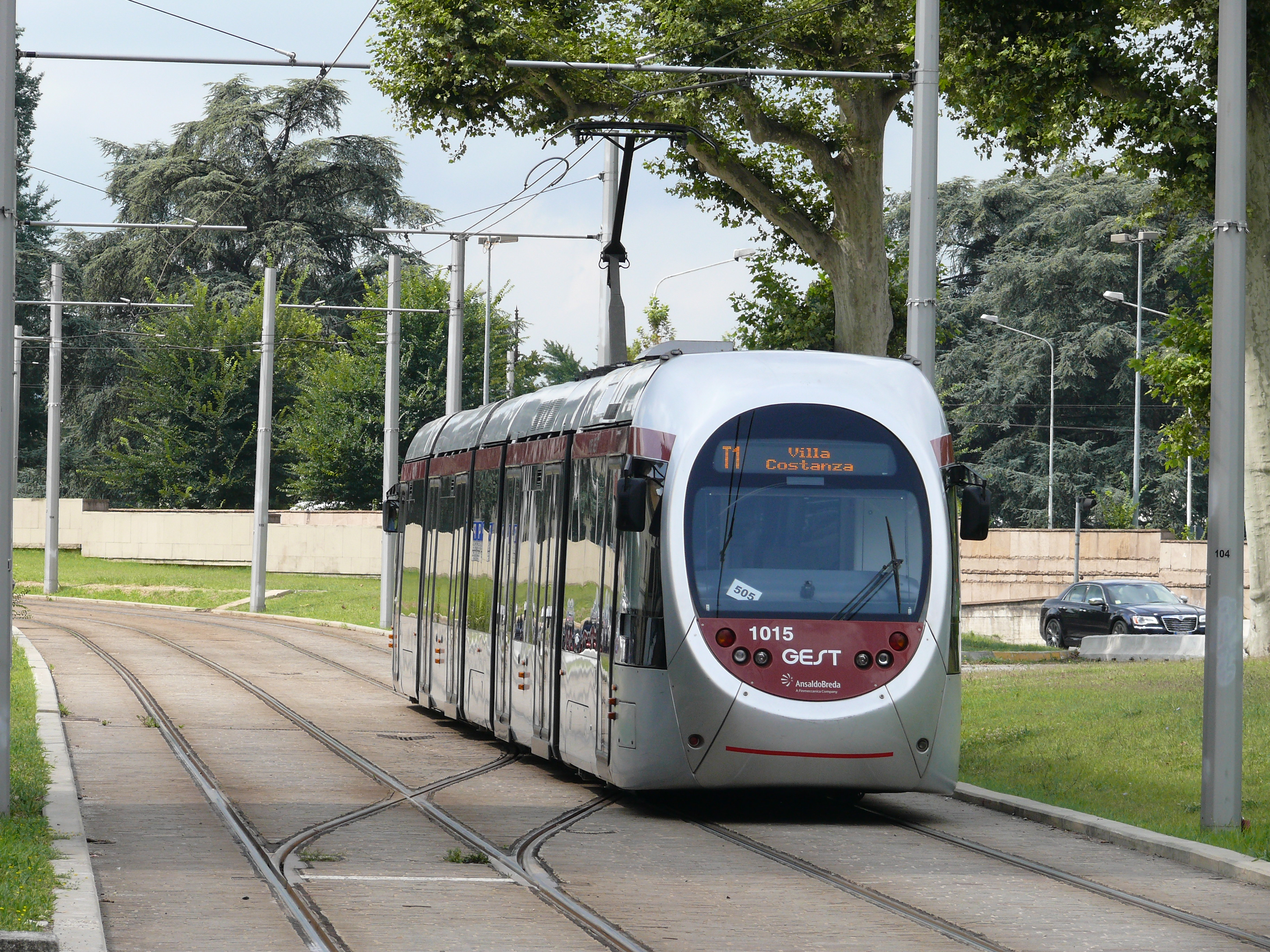
イタリア：フィレンツェ
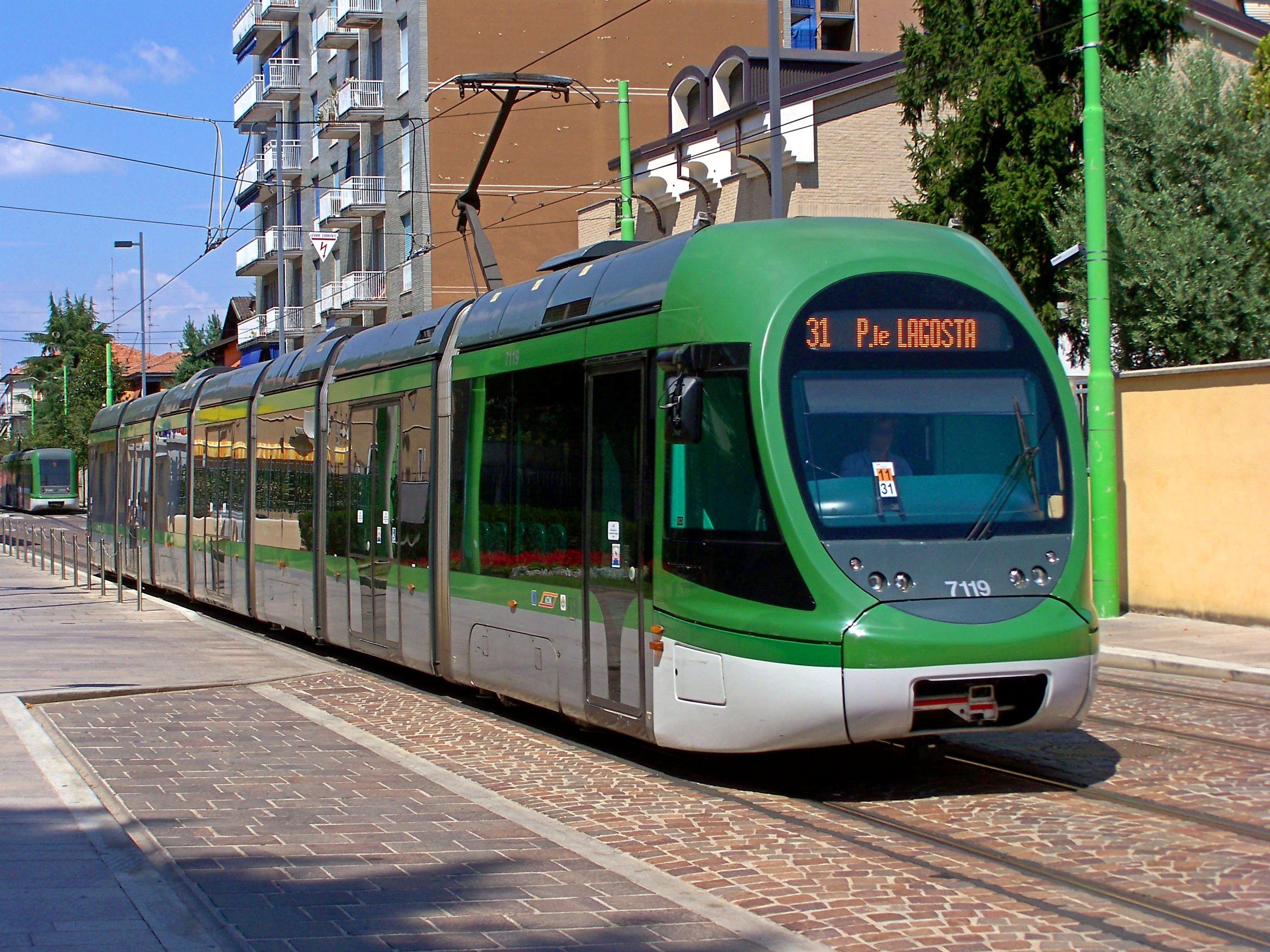
イタリア：ミラノ（7100形）
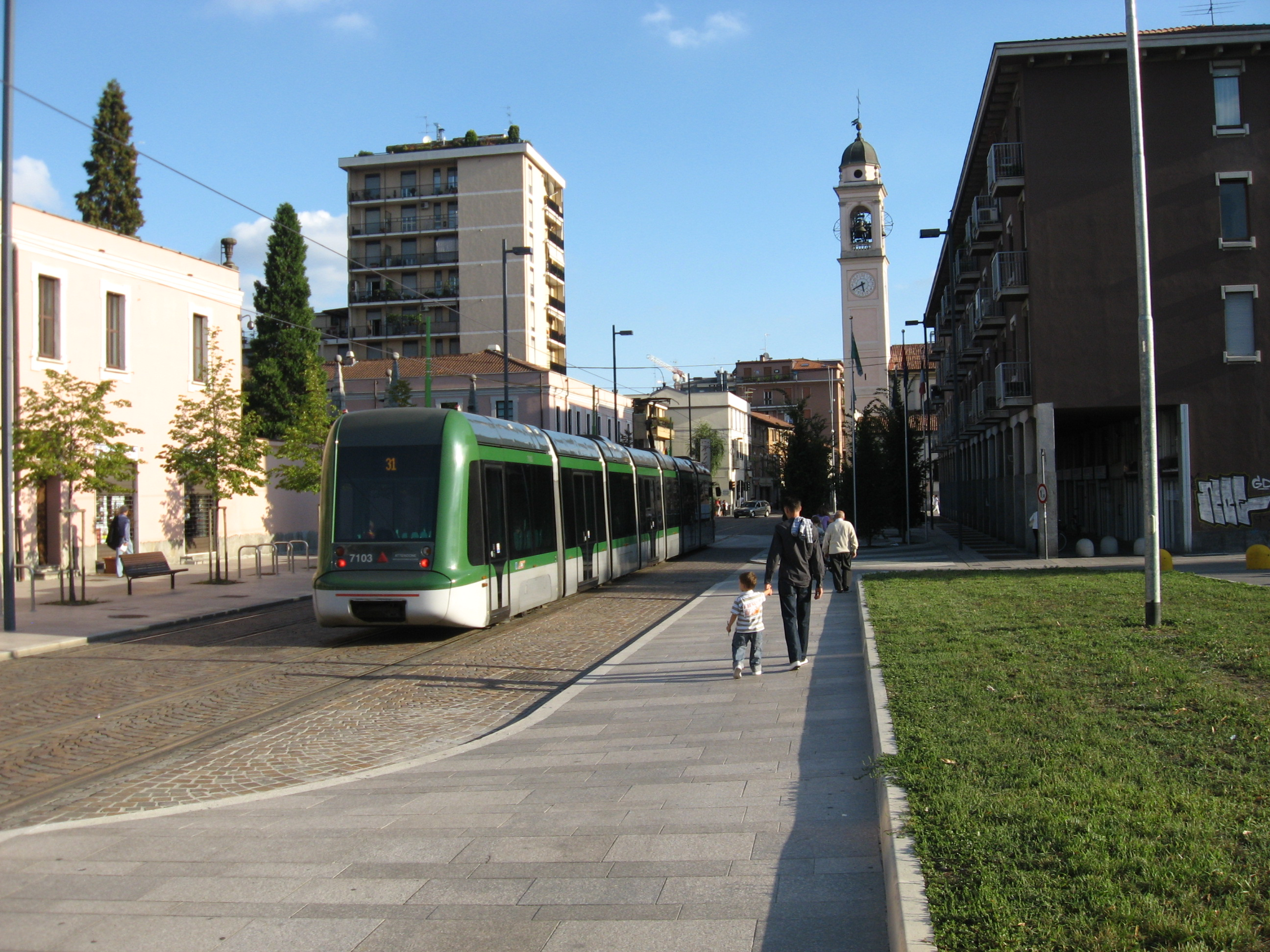
イタリア：ミラノ（7100形、後方）
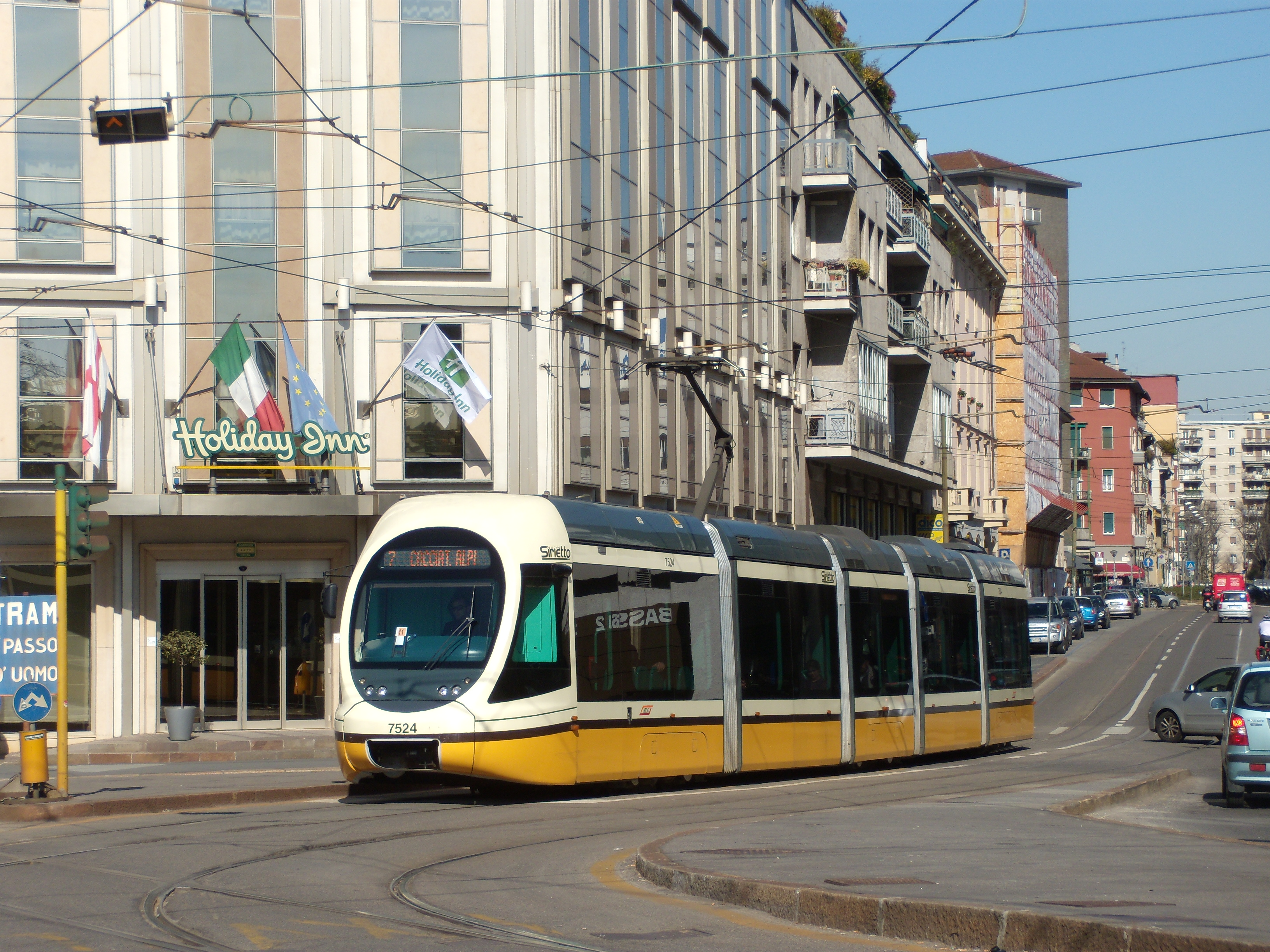
イタリア：ミラノ（7500形）
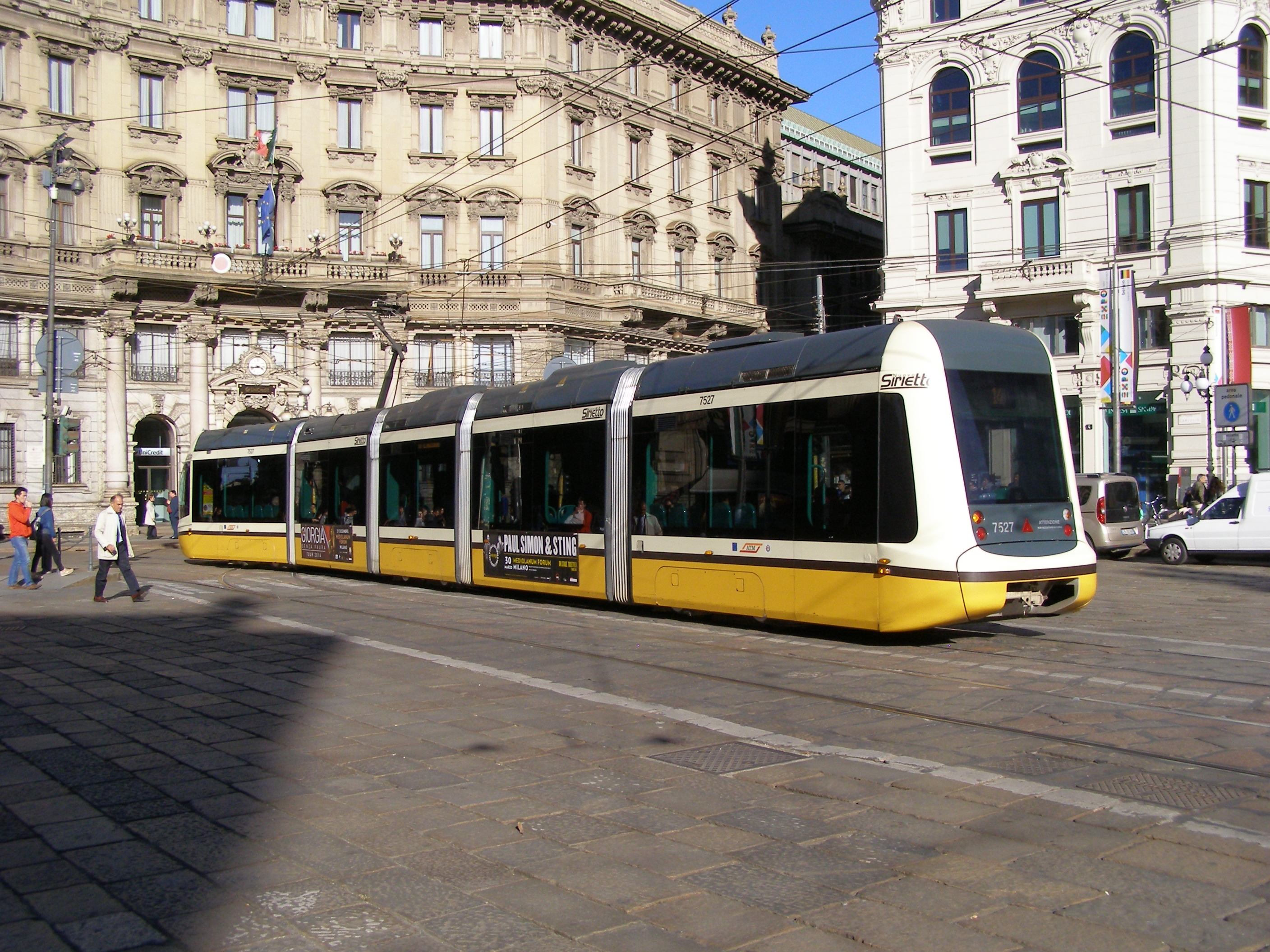
イタリア：ミラノ（7500形、後方）
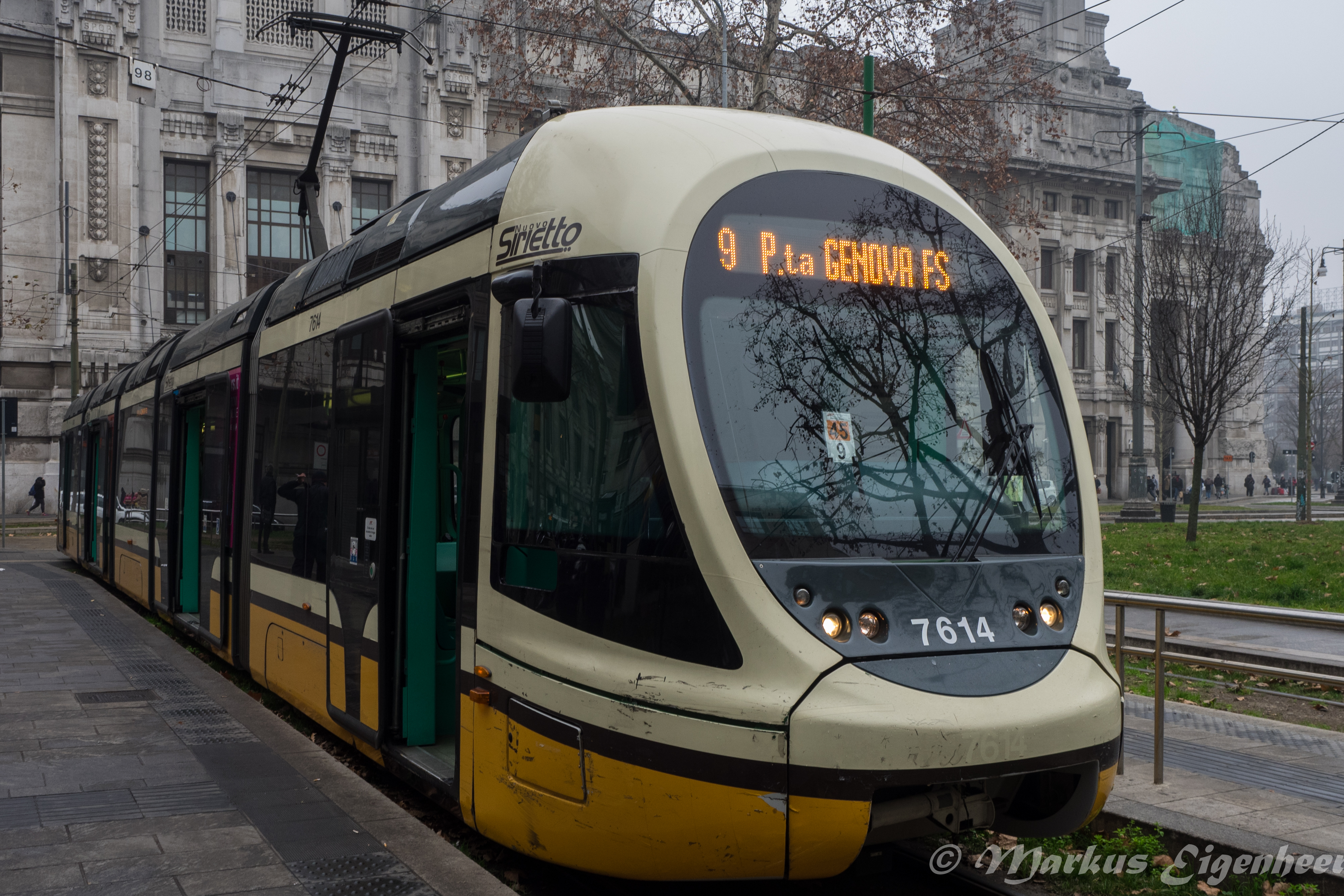
イタリア：ミラノ（7600形）
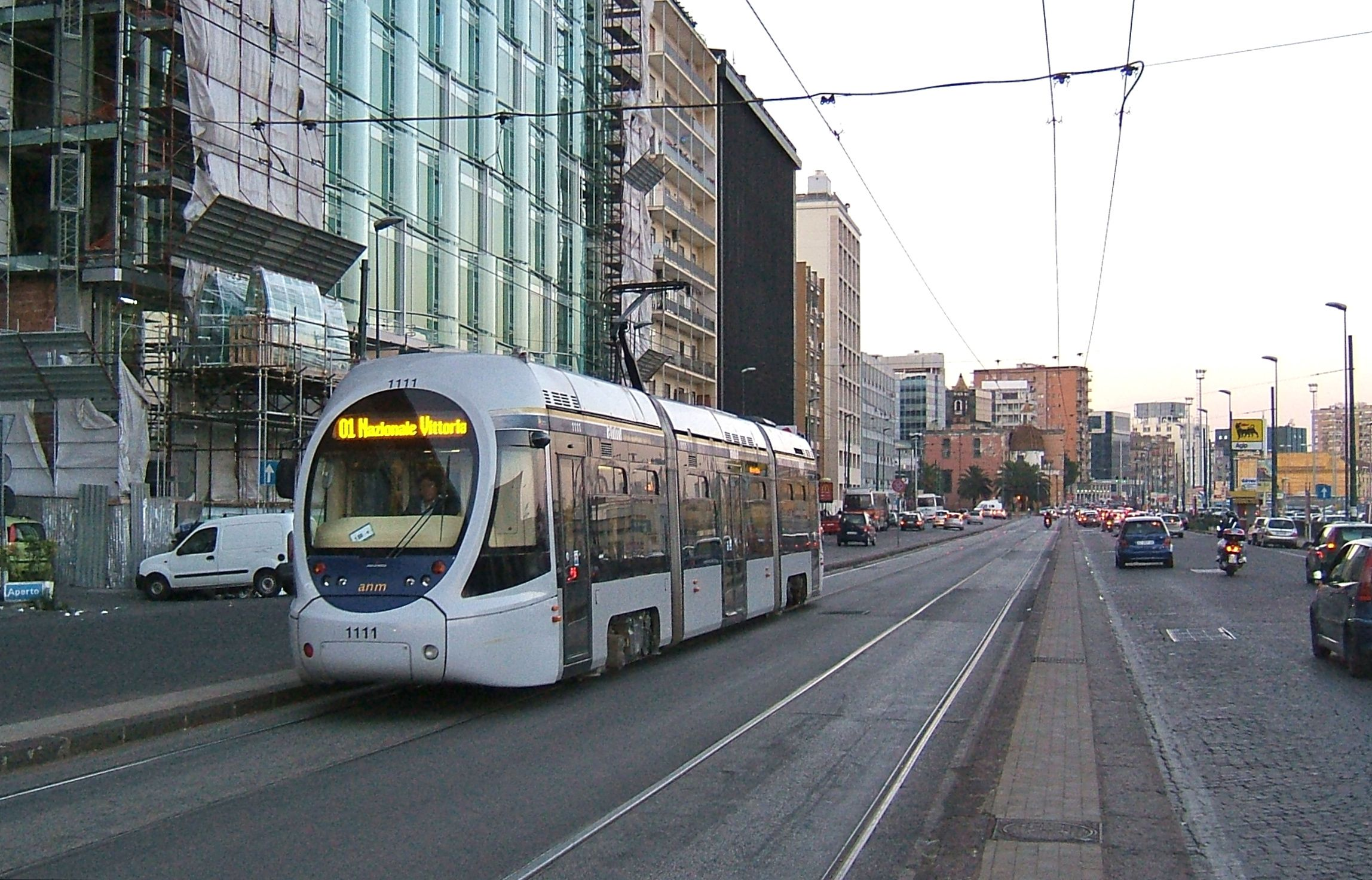
イタリア：ナポリ
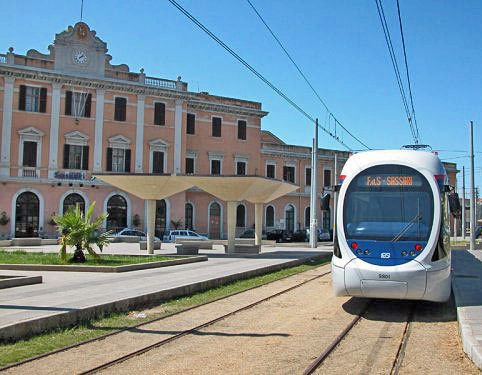
イタリア：サッサリ
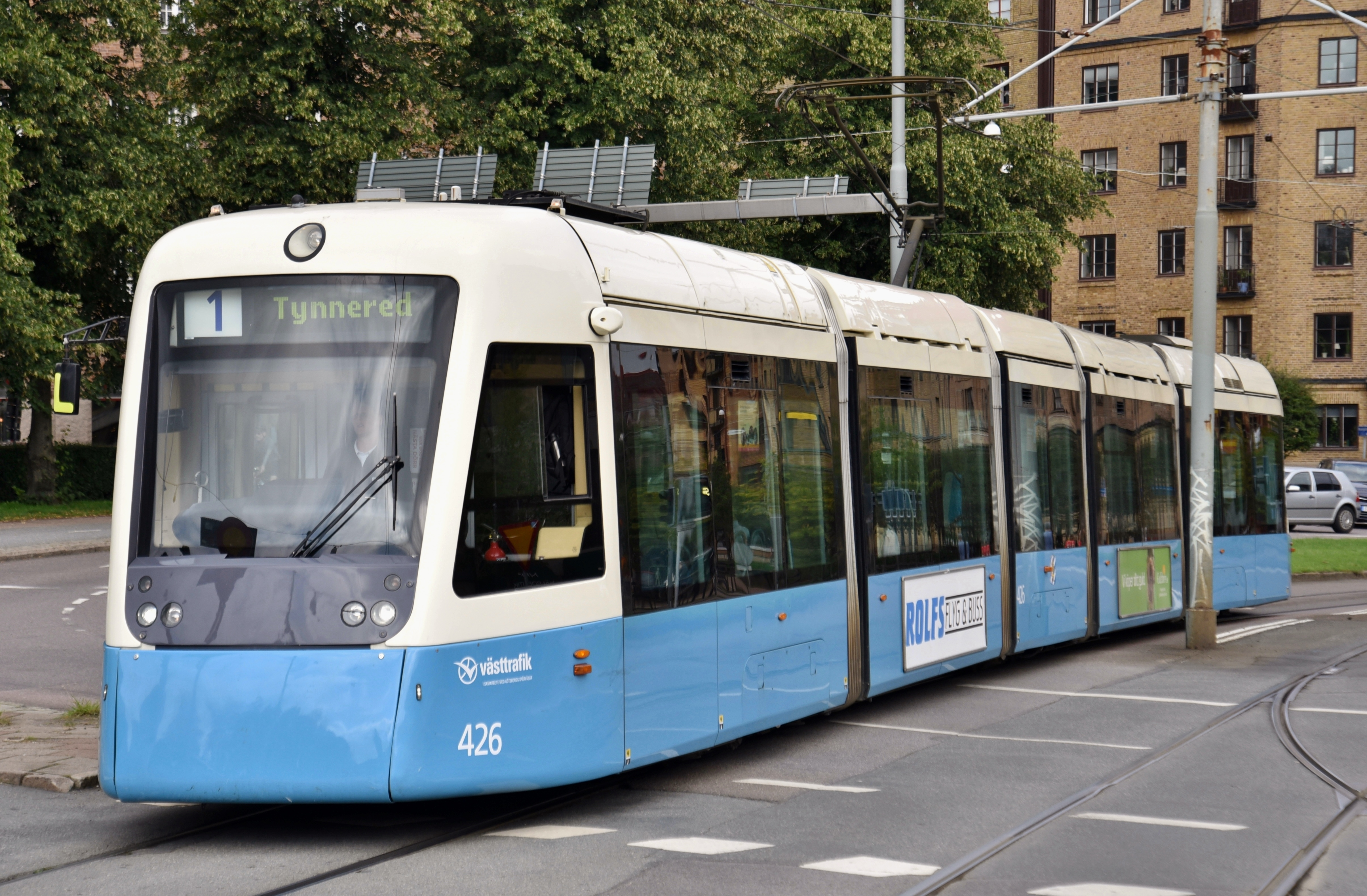
スウェーデン：ヨーテボリ
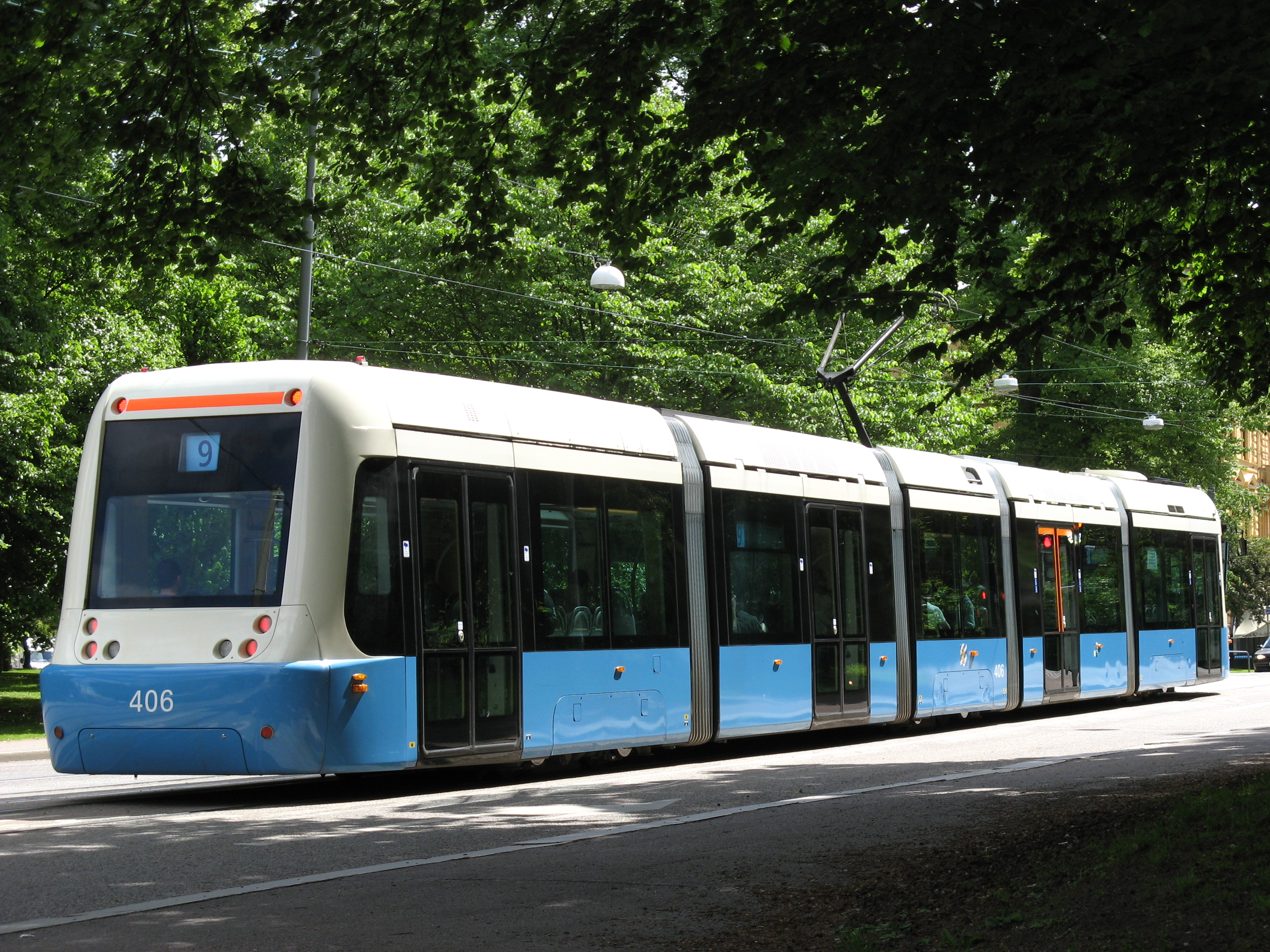
スウェーデン：ヨーテボリ（後方）
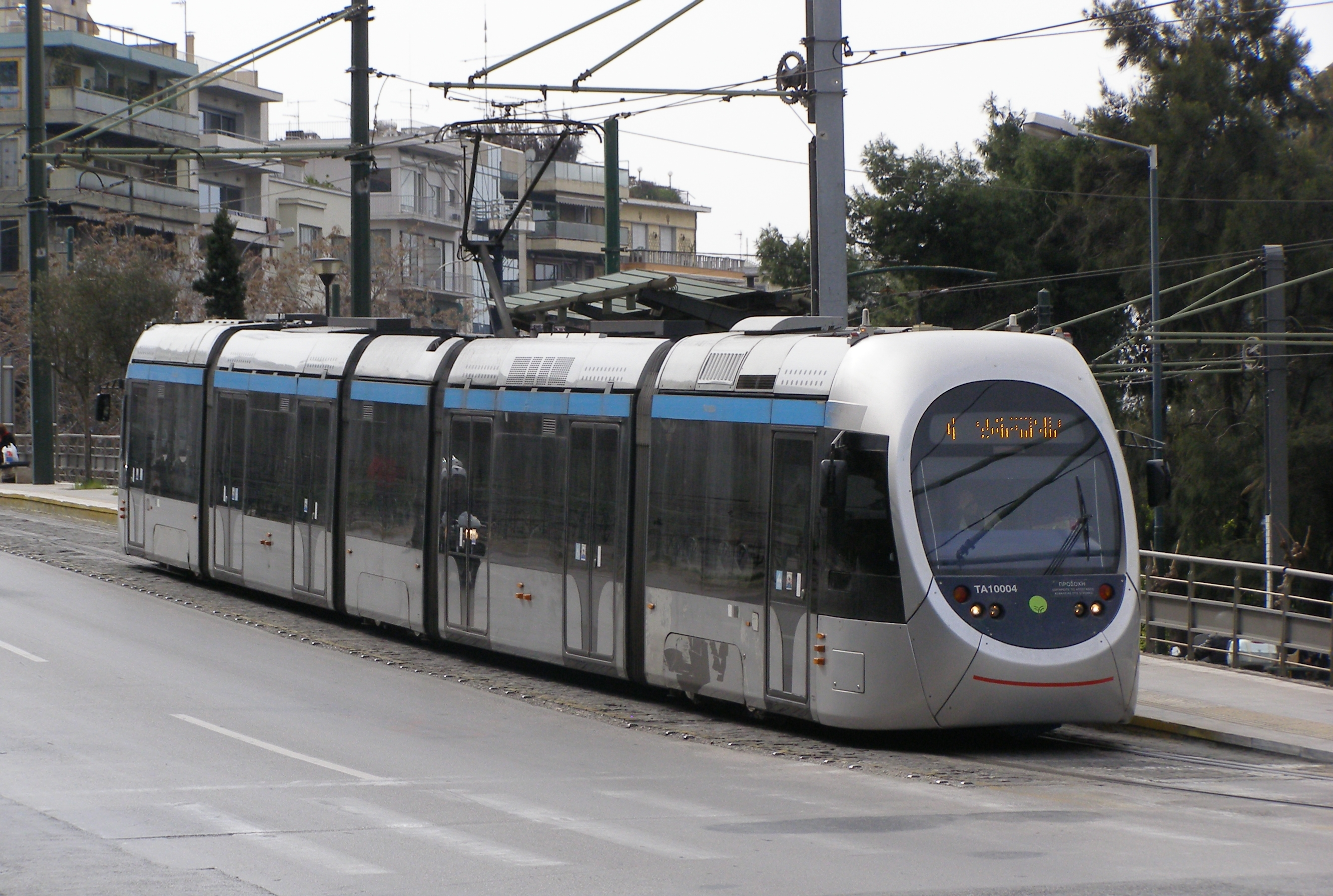
ギリシャ：アテネ
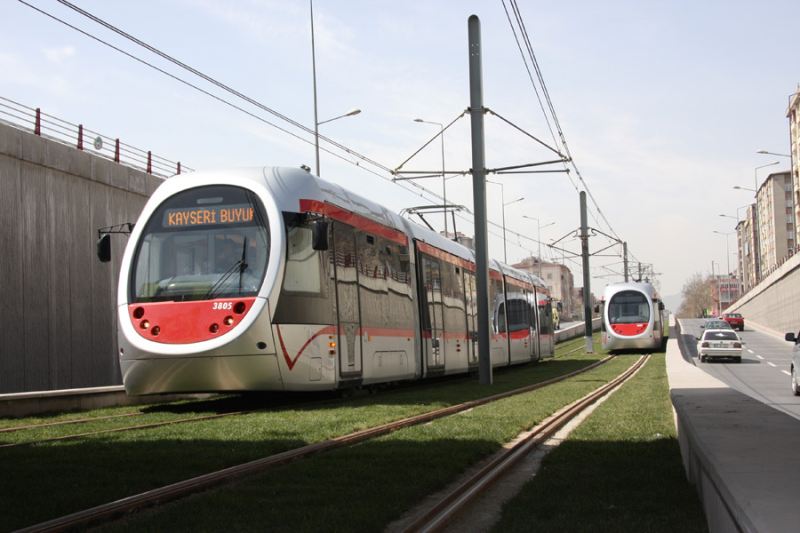
トルコ：カイセリ
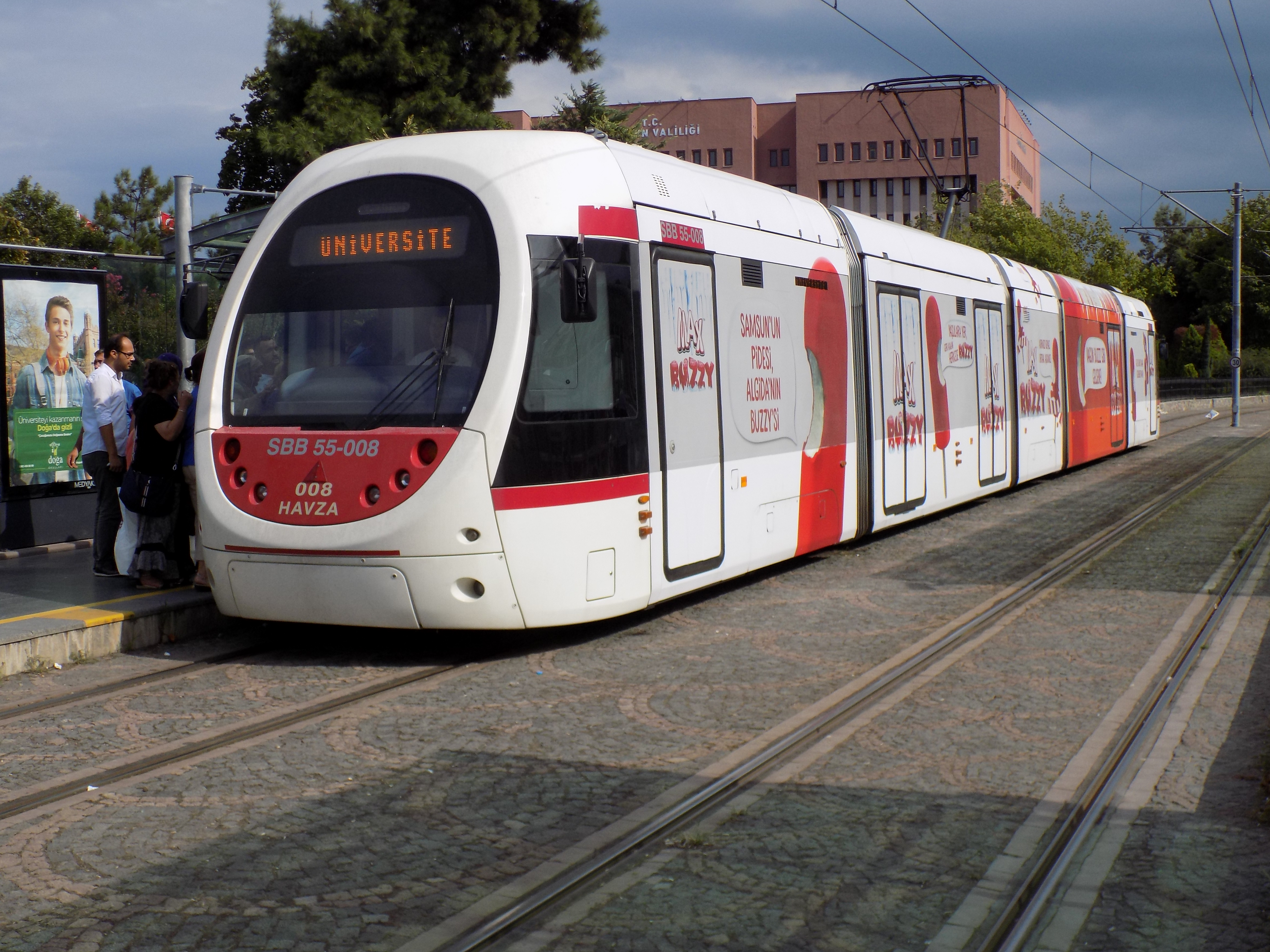
トルコ：サムスン

## トラブル
シリオのうち、スウェーデンのヨーテボリ市電に導入された車両については、当初の契約内容から大幅に遅れ2005年から納入が始まる事態となり、営業開始以降も空調装置の不具合や騒音、振動などの問題が多発した。更に2013年には台枠に広範囲の腐食が確認され、多くの車両が運用を離脱するにまで至った。また車両のみならず軌道についても摩耗の増加が確認され、脱線リスクや保全費用の増加が指摘されている。
その後、ヨーテボリ市電を運営するヨーテボリ市はアンサルドブレーダに台枠の防腐対策を始めとした修繕を依頼したが、2015年時点で修理が完了した車両は3両のみで、その品質も営業運転に投入可能な条件を満たさないものだった事から、同年にヨーテボリ市はアンサルドブレーダとの契約を打ち切り独自に修繕を行う事を決定した。またヨーテボリ市は一連のトラブルに関する5億7,000万クローナ分の損害賠償の要求を行ったが、2017年にヨーテボリの仲裁裁判所はアンサルドブレーダに対し1億9,000万クローナの賠償金を支払うよう命じた。

## シリオTT
2010年、アンサルドブレーダはイタリアの私鉄であるジェノヴァ・カゼッラ鉄道から超低床電車の発注を獲得した。それまで製造されていた「シリオ」は路面電車規格に沿った設計を用いたのに対し、同鉄道は規格が異なる普通鉄道である事から、アンサルドブレーダは両者の規格に適したトラムトレイン用車両としてシリオTT（Sirio TT）を開発した。
編成は両運転台の7車体連接車、設計最高速度は100 km/hを想定しており、車体設計においては従来のシリオで用いられていたクラッシャブルゾーンなどの安全対策を活かし、ヨーロッパにおける鉄道車両の安全基準であるEN 15227へ適合させる事となっていた。台車は車軸がある他、枕ばねや軸ばねを搭載する事で騒音や振動を抑える設計であった。そのため台車がある箇所の床上高さは580 mmと高くなっていたが、台車がない部分（床上高さ350 mm）との間に緩やかな傾斜を設ける事で車内の段差がない100 %低床構造が実現していた。
2016年までに最初の車両が完成する予定であったが、同年にジェノヴァ・カゼッラ鉄道は一連のシリオに関するトラブルの影響から発注をキャンセルする事を決定したため、シリオTTの製造は実施されなかった。導入のために捻出した予算については、同鉄道の車両や車庫など施設の近代化に充てられている。
シリオTTの設計上の主要諸元は以下の通りである。
| 軌間         | 編成         | 軸配置          | 運転台                                      | 対応電圧   | 参考     |
| ------------ | ------------ | --------------- | ------------------------------------------- | ---------- | -------- |
| 1,000mm      | 7車体連接車  | Bo′+Bo′+Bo′+Bo′ | 両運転台                                    | 直流3,000V | [ 35 ]   |
| 全長         | 全幅         | 全高            | 床上高さ                                    | 車輪径     | 固定軸距 |
| 44,000mm     | 2,650mm      | 3,590mm         | 390mm 500mm(台車設置箇所) 350mm(乗降扉付近) | 620mm      | 1,700mm  |
| 営業最高速度 | 設計最高速度 | 着席定員        | 車椅子スペース                              | 立席定員   | 出力     |
| 50km/h       | 100km/h      | 132人           | 1箇所                                       | 240人      | 530kw    |

## ライセンス生産
2010年代以降各都市で開業・延伸が続く中国各地の路面電車（ライトレール）には、中国北車や中国南車、両社が合併した中国中車など中国の鉄道車両メーカーが製造した超低床電車が導入されている。これらの車両は各地の工場が独自に欧州企業とライセンス契約を結び、その技術を基に製造を行っているもので、そのうち大連に工場を有する中国北車大連機車車輛有限公司（現：中国中車大連機車車輛有限公司）はアンサルドブレーダとライセンス契約を結び、同社が展開するシリオの同型車両を中国各地の路面電車へ向けて製造している。2020年現在、大連機車車輛製のシリオが導入されているのは以下の路線である。
- 珠海有軌電車1号線（珠海市） - 2017年開通。アンサルドSTSが開発した地表集電システム「Tramwave」に対応し全区間が非電化（架線レス）となっており、車両には充電用のスーパーキャパシタが搭載されている。ただし、このシステム調整に時間を費やし、試運転の期間は2015年から2年を費やした[8][39][40]。
- 北京地下鉄西郊線（北京市） - 北京市地鉄運営が運営する路面電車（ライトレール）で、2017年に開通。計画当初は「Tramwave」への対応が検討されていたが、実際は全区間架線集電方式で運用されている[9][41]。

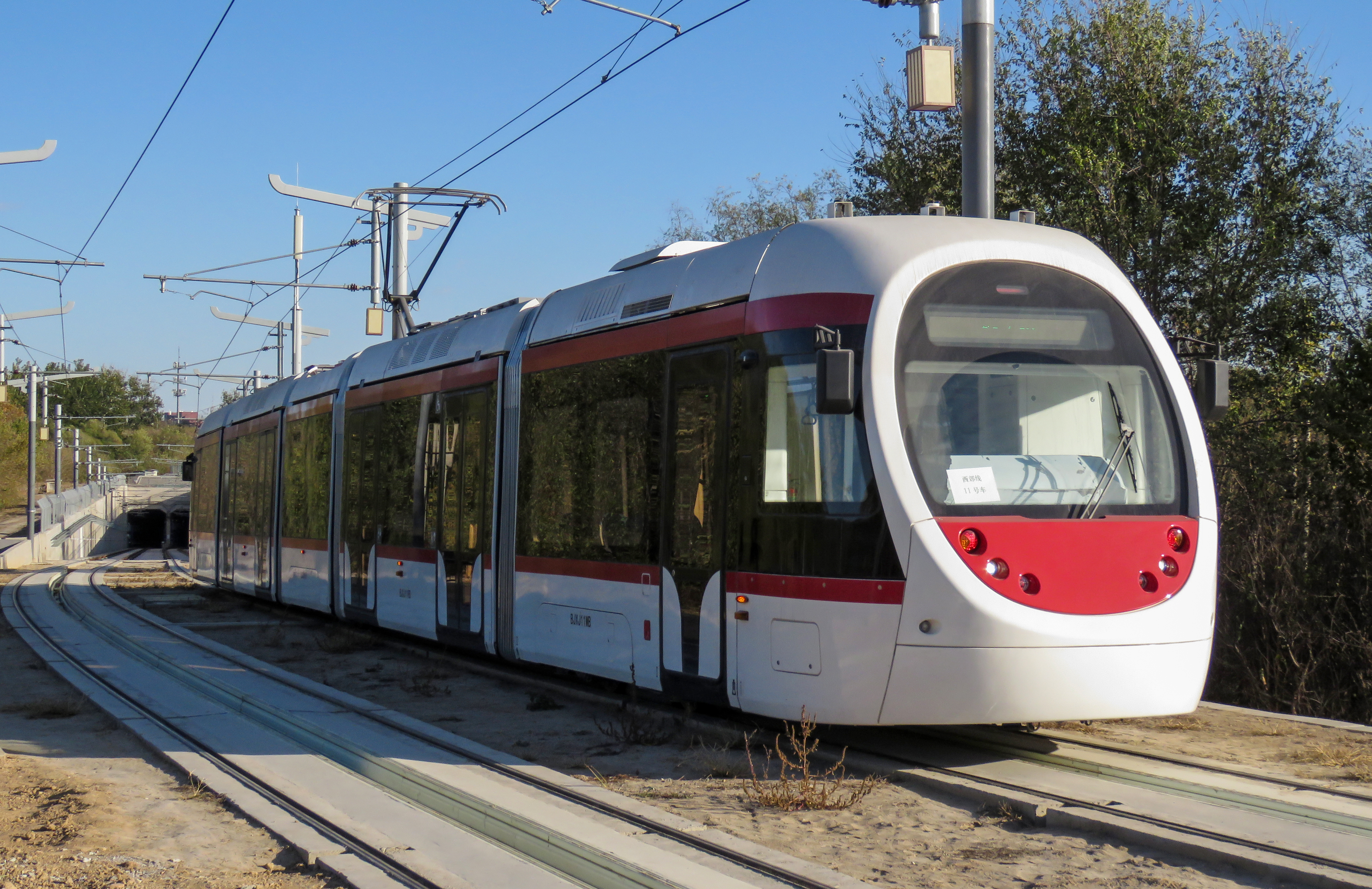
中国：北京（2017年撮影）
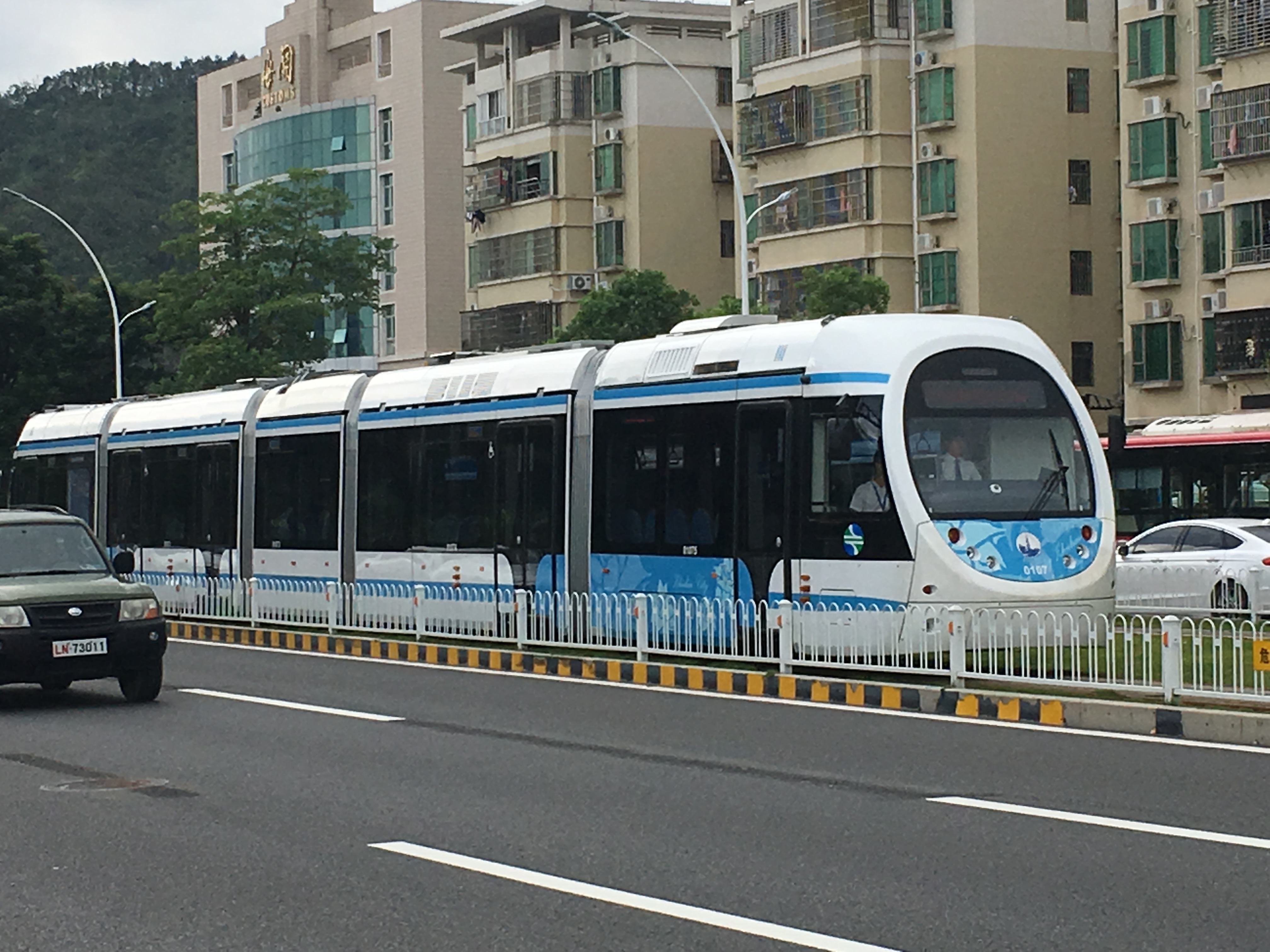
中国：珠海（2019年撮影）
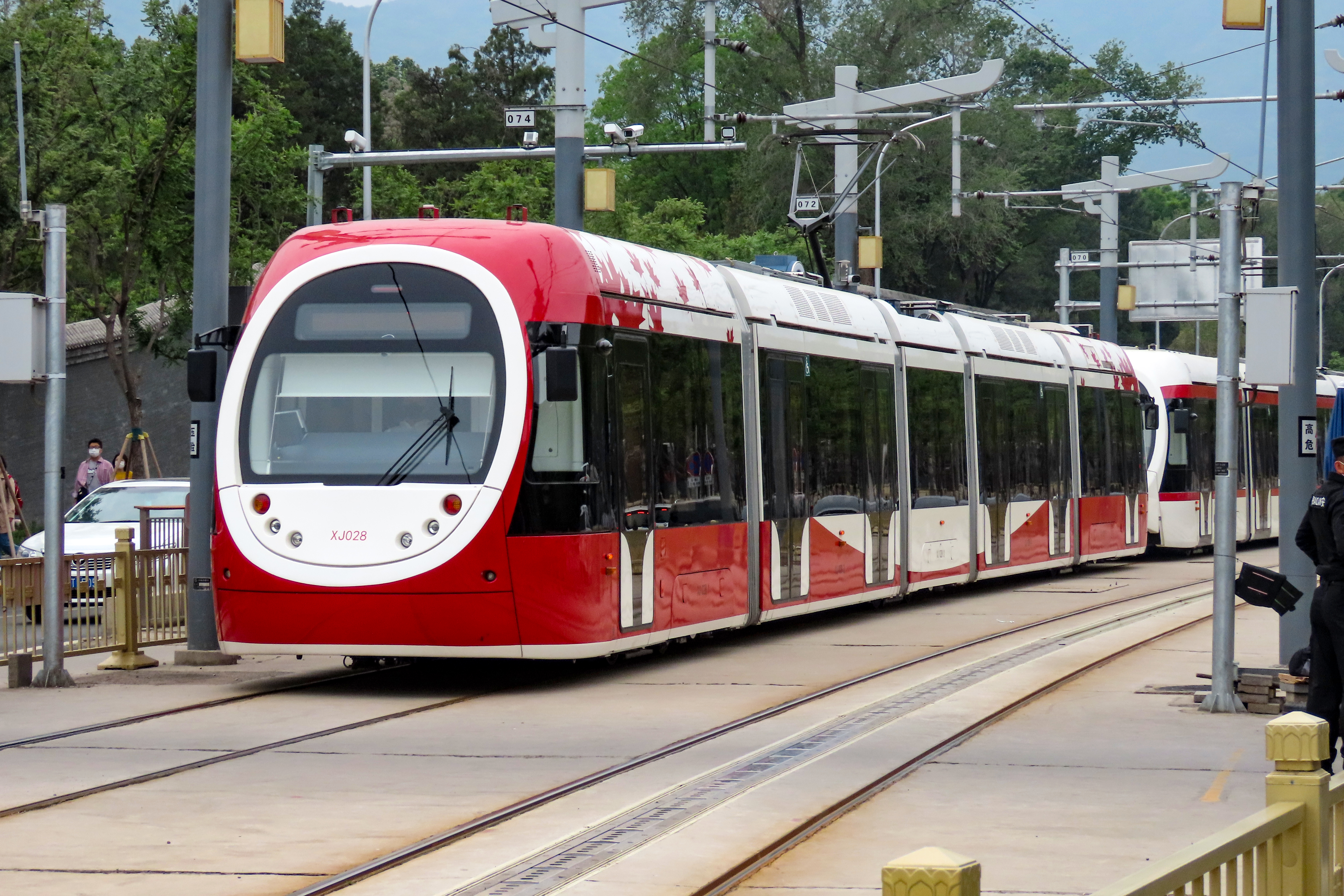
中国：北京（2020年撮影）
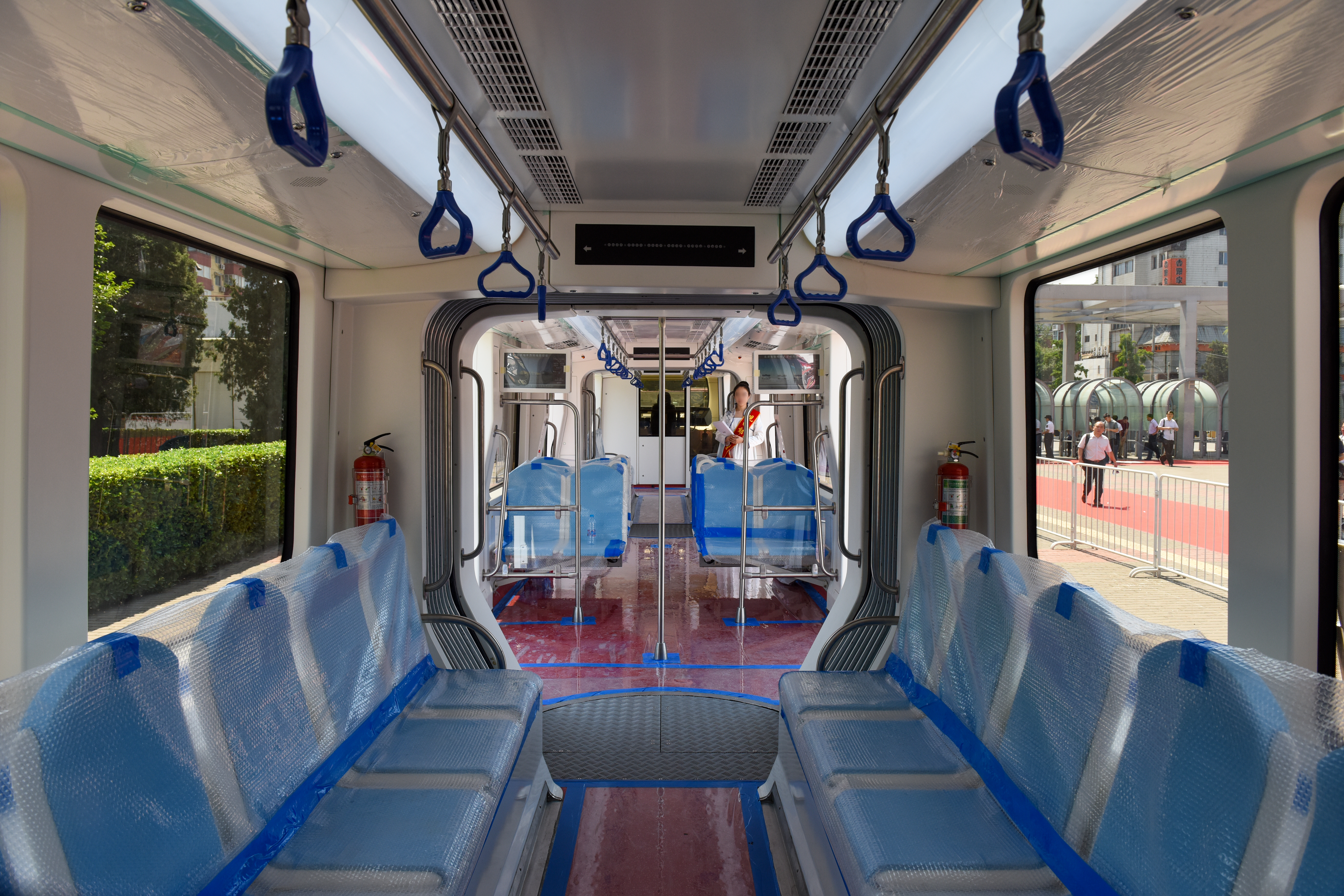
中国：北京（車内）

| 大連機車車輛有限公司製「シリオ」 主要諸元 | 大連機車車輛有限公司製「シリオ」 主要諸元 | 大連機車車輛有限公司製「シリオ」 主要諸元 | 大連機車車輛有限公司製「シリオ」 主要諸元 | 大連機車車輛有限公司製「シリオ」 主要諸元 | 大連機車車輛有限公司製「シリオ」 主要諸元 |
| 軌間                                      | 編成                                      | 運転台                                    | 対応電圧                                  | 参考                                      | 参考                                      |
| ----------------------------------------- | ----------------------------------------- | ----------------------------------------- | ----------------------------------------- | ----------------------------------------- | ----------------------------------------- |
| 1,435mm                                   | 5車体連接車                               | 両運転台                                  | 直流750V                                  | [ 8 ] [ 9 ] [ 39 ] [ 41 ]                 | [ 8 ] [ 9 ] [ 39 ] [ 41 ]                 |
| 全長                                      | 全幅                                      | 全高                                      | 床上高さ                                  | 車輪径                                    | 台車間距離                                |
| 32,050mm                                  | 2,650mm                                   | 3,440mm                                   | 350mm                                     | 656mm                                     | 11,100mm                                  |
| 軸重                                      | 軸重                                      | 最高速度                                  | 最高速度                                  | 最大定員 (乗客密度6人/m2時)               | 最大定員 (乗客密度6人/m2時)               |
| 12.5t                                     | 12.5t                                     | 70km/h                                    | 70km/h                                    | 279人                                     | 279人                                     |

## 発展車両

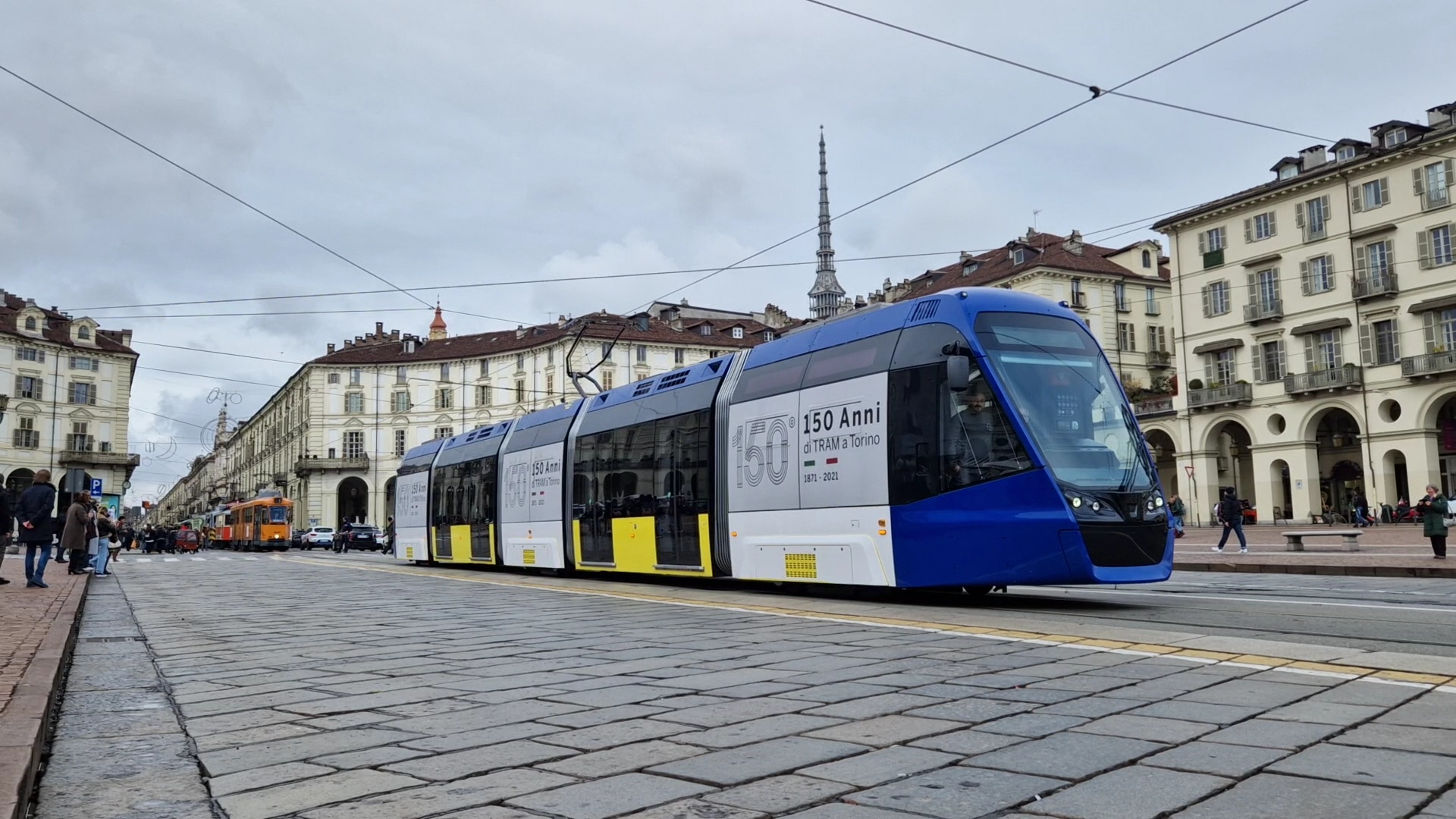
試運転中の路面電車車両（2022年撮影）

アンサルドブレーダを買収した日立レールは、2019年9月にトリノ市電向けの新型超低床電車の受注を獲得し、翌2020年5月に同市電を運営するGTT社と70両分の契約を結んだ。これはシリオを基にしながらもジウジアーロ・アルキテットゥーラ（Giugiaro Architettura）が手掛けた直線的な車体デザインの採用や空調装置、側窓、車内レイアウトの改善などを図った発展型車両で、全長28 m、最大定員218人の5車体連接車である。最初の車両は2023年9月11日から営業運転を開始しており、以降契約分の全70両が導入される予定となっている。